# Bảo tàng Quốc gia Mỹ thuật phương Tây
Bảo tàng Quốc gia Mỹ thuật Phương Tây (国立西洋美術館 Kokuritsu Seiyō Bijutsukan) (viết tắt NMWA) là một bảo tàng nghệ thuật quốc gia hàng đầu ở Nhật Bản về triển lãm và giới thiệu nền mỹ thuật của phương Tây. Được thành lập vào năm 1959, bảo tàng nằm trong khuôn viên của công viên Ueno ở Taito, trung tâm thủ đô Tokyo. 

## Lịch sử

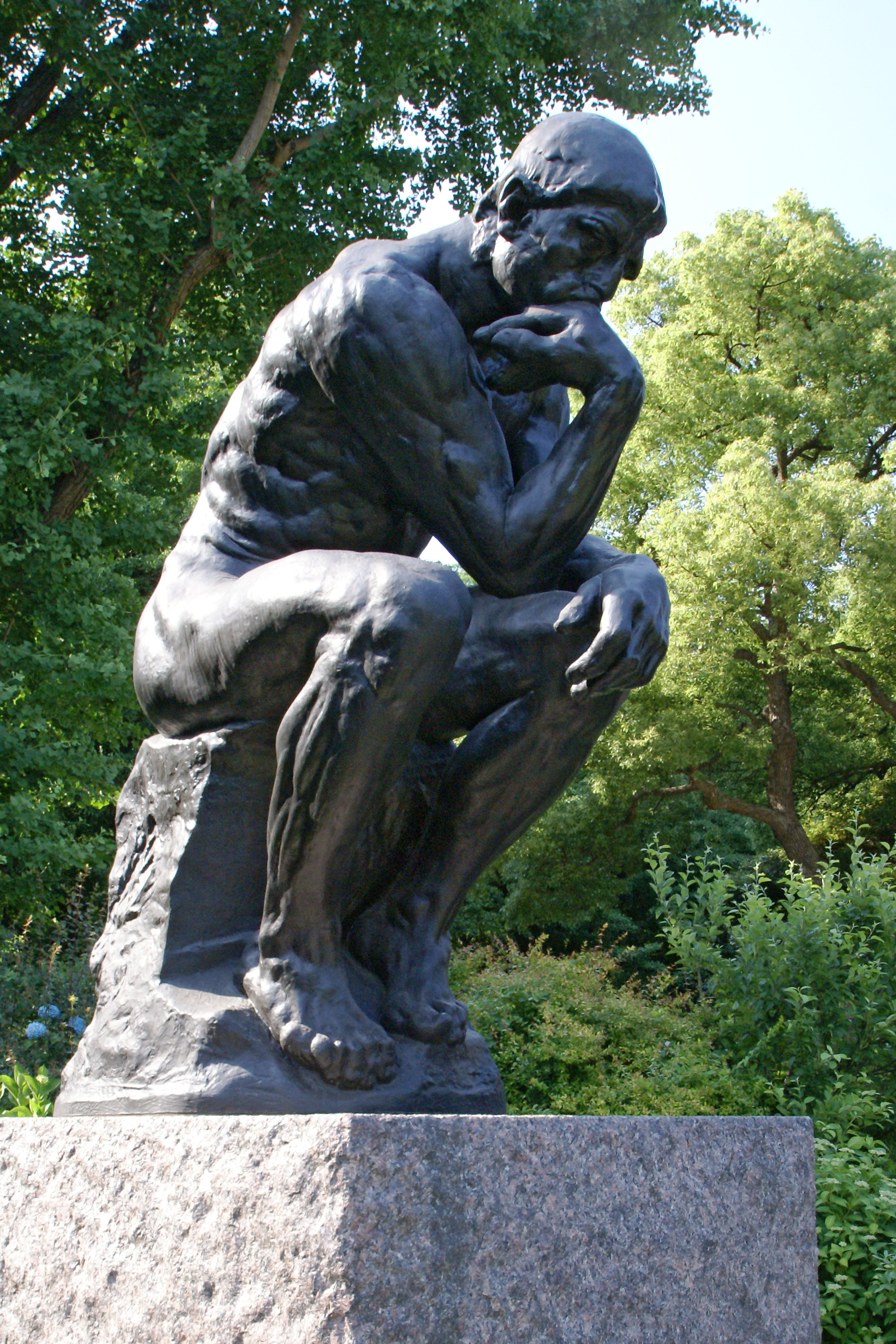
Tượng The Thinker của Auguste Rodin gần lối vào của Bảo tàng Quốc gia Mỹ thuật phương Tây.

Bảo tàng thành lập ngày 10 tháng 6 năm 1959, phát triển dựa trên bộ sưu tập nghệ thuật của Kojiro Matsukata (1865-1950), một doanh nhân Nhật Bản. Ông đã mua lại các tác phẩm với mong muốn chúng trở thành bộ sưu tập nghệ thuật phương tây lớn của quốc gia. Bảo tàng thành lập với mục đích cho công chúng cơ hội đánh giá các tác phẩm nghệ thuật từ phương Tây.
Từ khi mở cửa, nó là bảo tàng duy nhất tại Nhật Bản dành cho nghệ thuật phương Tây, nơi diễn ra các cuộc triển lãm tác phẩm nghệ thuật, mua lại tài liệu, nghiên cứu, phục hồi, bảo tồn, giáo dục và công bố các tài liệu liên quan đến nghệ thuật phương Tây. Mỗi năm, bảo tàng đều có một cuộc triển lãm đặc biệt, khi rất nhiều các tác phẩm được mượn từ các nhà sưu tầm và các bảo tàng khác (bao gồm cả trong và ngoài nước). Năm 1963, Bảo tàng gây sự chú ý đối với giới nghệ thuật khi đưa về 450 tác phẩm của Marc Chagall. Các tác phẩm được thu thập và mượn từ 15 quốc gia, trong đó 8 bức tranh được cho mượn từ Liên Xô, và nó được cho là chương trình triển lãm nghệ thuật toàn diện nhất xuyên suốt cuộc đời của nghệ sĩ lừng danh Marc Chagall.

## Bộ sưu tập

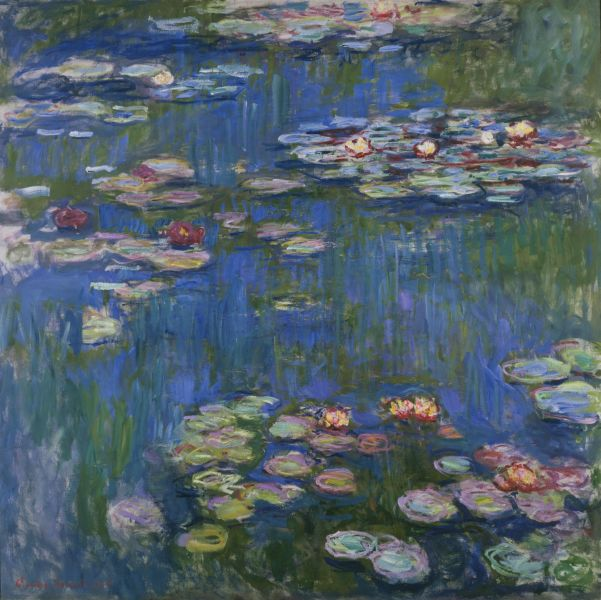
Water Lilies của Claude Monet, 1916, tranh sơn dầu trên vải canvas, 200.5 × 201 cm (78.9 × 79.1 in)

Kể từ khi thành lập, bảo tàng đã mua rất nhiều các tác phẩm nghệ thuật mỗi năm, như là một trong những nỗ lực nhằm xây dựng và phát triển nó. Tại đây lưu giữ khoảng 4.500 tác phẩm bao gồm các bức tranh và tác phẩm điêu khắc có niên đại từ thế kỷ 14 đến 20.
Tòa nhà chính của bảo tàng là nơi trưng bày các bức tranh trước thế kỷ 18, bao gồm những tác phẩm của Paolo Veronese, Peter Paul Rubens, Brueghel và Fragonard. Nhiều trong số những bức tranh này là những bức tranh tôn giáo về Kitô.
Phía bên cánh là các tác phẩm của Pháp và Hà Lan thế kỷ 19-20 của Delacroix, Courbet, Manet, Renoir, Monet, Van Gogh, Gauguin, và Moreau. Phòng trưng bày cũng là nơi lưu giữ các tác phẩm của các họa sĩ thế kỷ 20 là Albert Marquet, Pablo Picasso, Chaim Soutine, Max Ernst, Joan Miró, Jean Dubuffet và Jackson Pollock.
Ngoài ra, Bảo tàng Mỹ thuật Phương Tây Quốc gia còn rất nhiều các bản vẽ thế kỷ 19 của Boucher, Fragonard, Delacroix, Moreau, Rodin, Cézanne và các bản in từ thế kỷ 15 đến 20 của Dürer, Holbein, Rembrandt, Callot, Piranesi, Goya, và Klinger.

## Kiến trúc
Tòa nhà chính được thiết kế bởi Charles-Édouard Jeanneret-Gris (1887-1965), một kiến trúc sư nổi danh được biết đến là Le Corbusier. Nó là công trình duy nhất của ông ở vùng Viễn Đông, và New York Times đã cho rằng, công trình mang một vẻ đẹp và ý nghĩa nghệ thuật xứng tầm với những bức tranh mà nó lưu giữ bên trong. Bảo tàng được xây dựng bằng bê tông cốt thép chính thức hoàn thành vào tháng 5 năm 1959 như là một biểu tượng của việc nối lại quan hệ ngoại giao giữa Nhật Bản và Pháp sau thế chiến thứ II.

### Di sản
Trong năm 1998, tầm quan trọng của công trình đã được nhấn mạnh khi nó đã được Bộ Xây dựng khảo sát và đánh giá là một trong số 100 công trình công cộng nổi bật. Năm 2005, bảo tàng đã được Docomomo International (gọi tắt là DoCoMoMo) công nhận là một trong 100 tòa nhà hiện đại hàng đầu của Nhật Bản.
Năm 2007, công trình đã được Nhật Bản trình UNESCO tạm đề cử là một Di sản thế giới dự kiến như là một Tài sản văn hóa quan trọng. Đến tháng 7 năm 2016, công trình này đã được UNESCO liệt kê cùng 16 công trình khác đều là các tác phẩm nghệ thuật của Le Corbusier vào danh sách Di sản thế giới của nhân loại.

## Bộ sưu tập

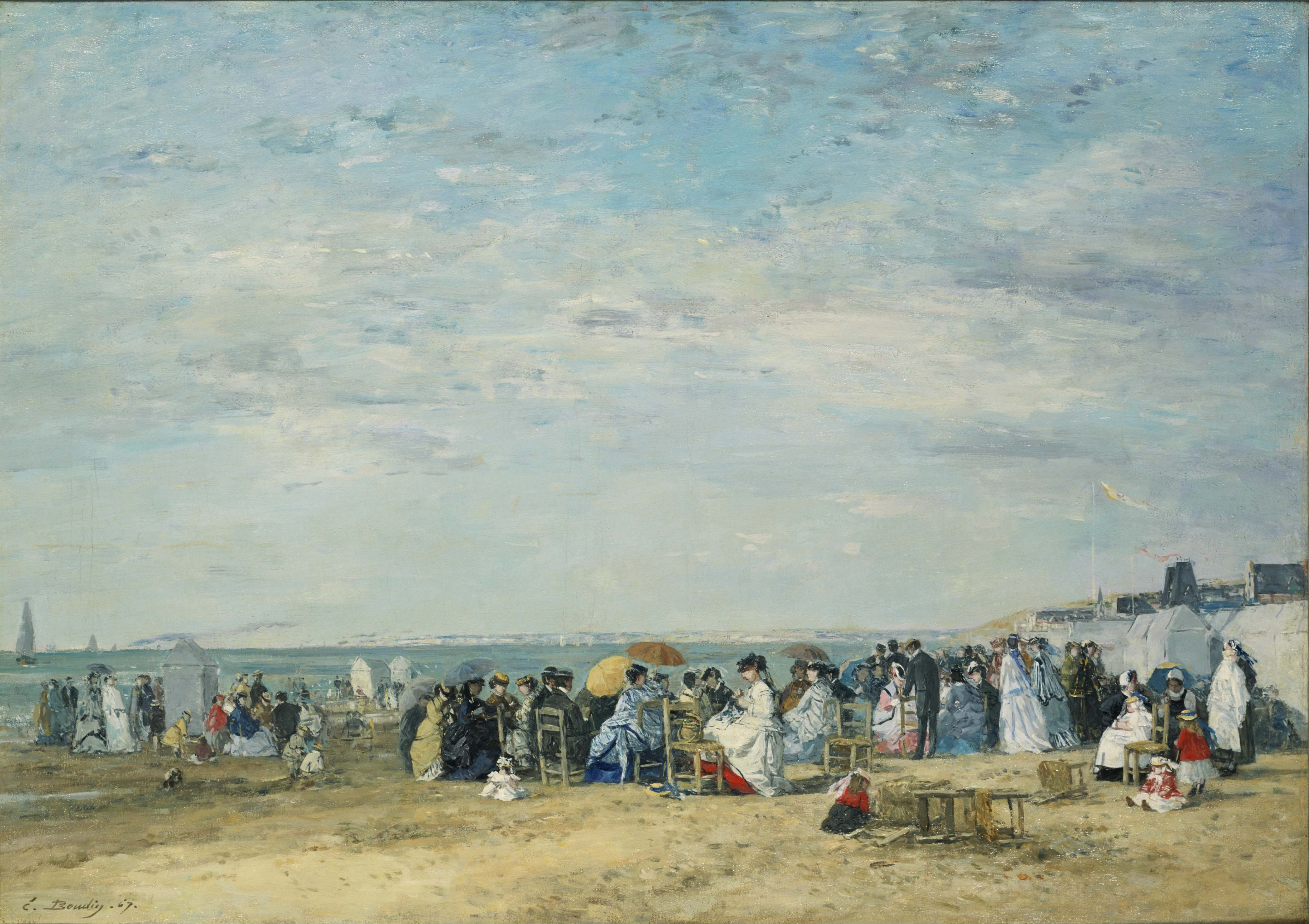
Eugène Boudin
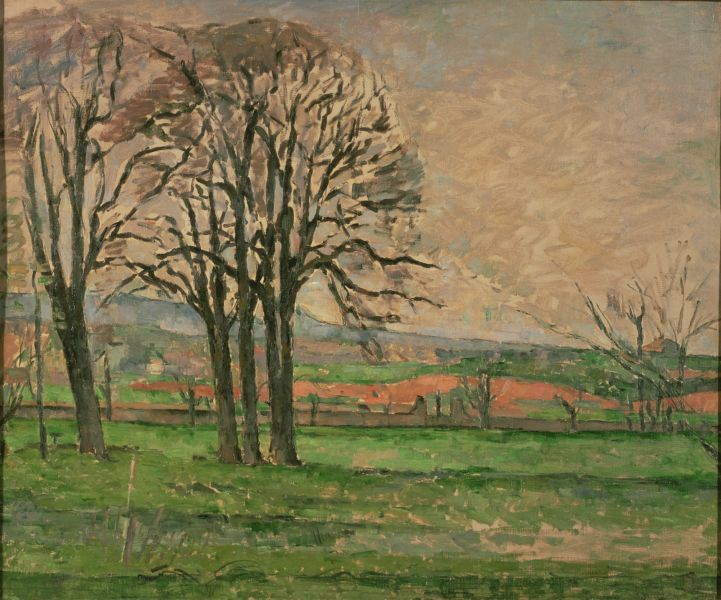
Paul Cézanne
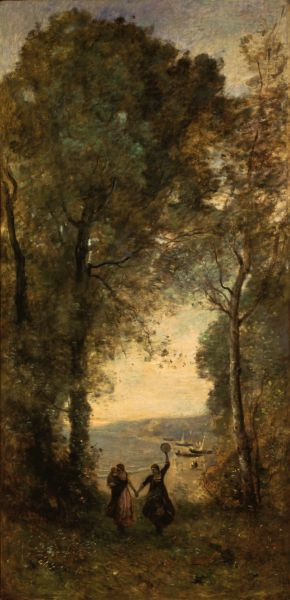
Jean-Baptiste-Camille Corot
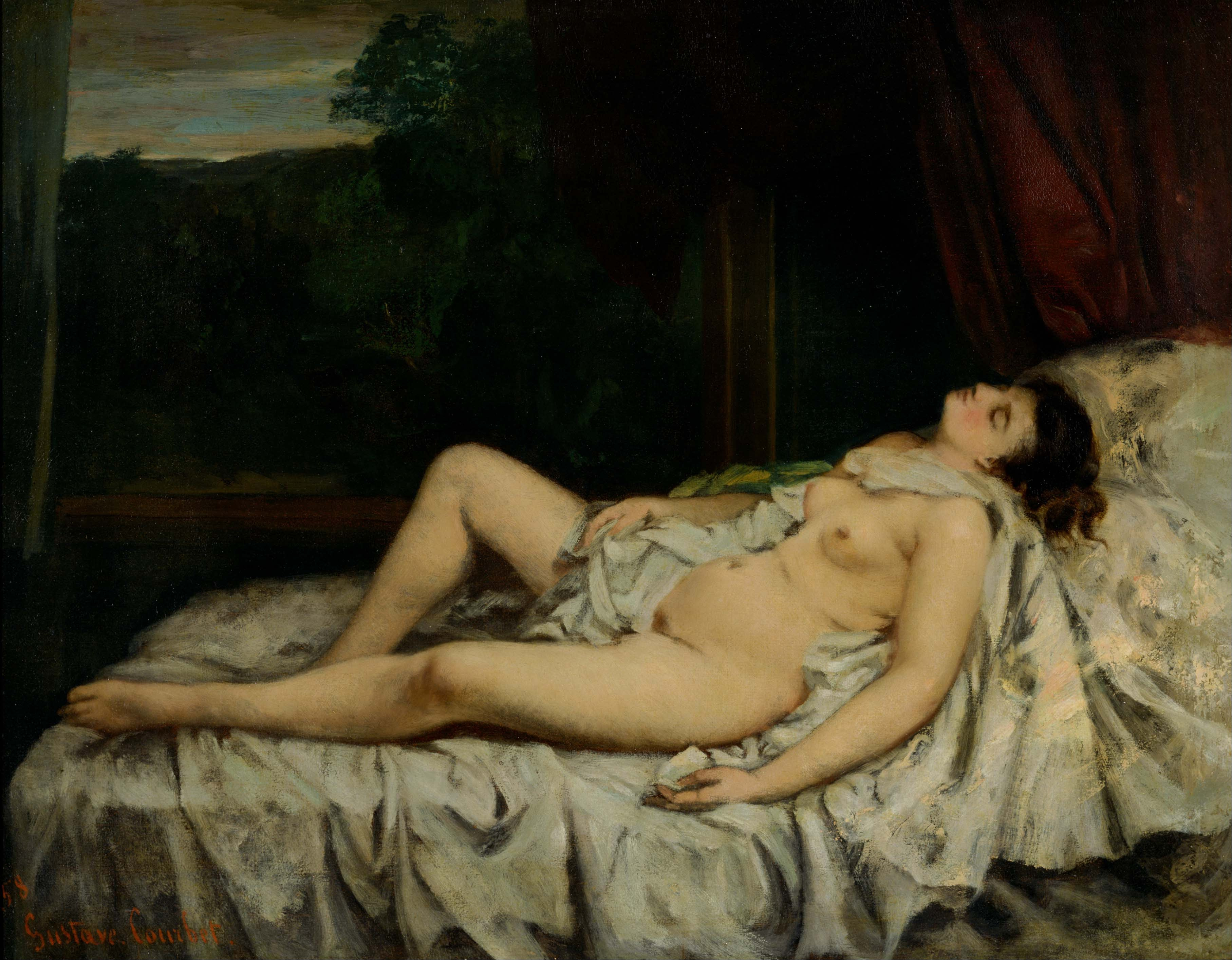
Gustave Courbet
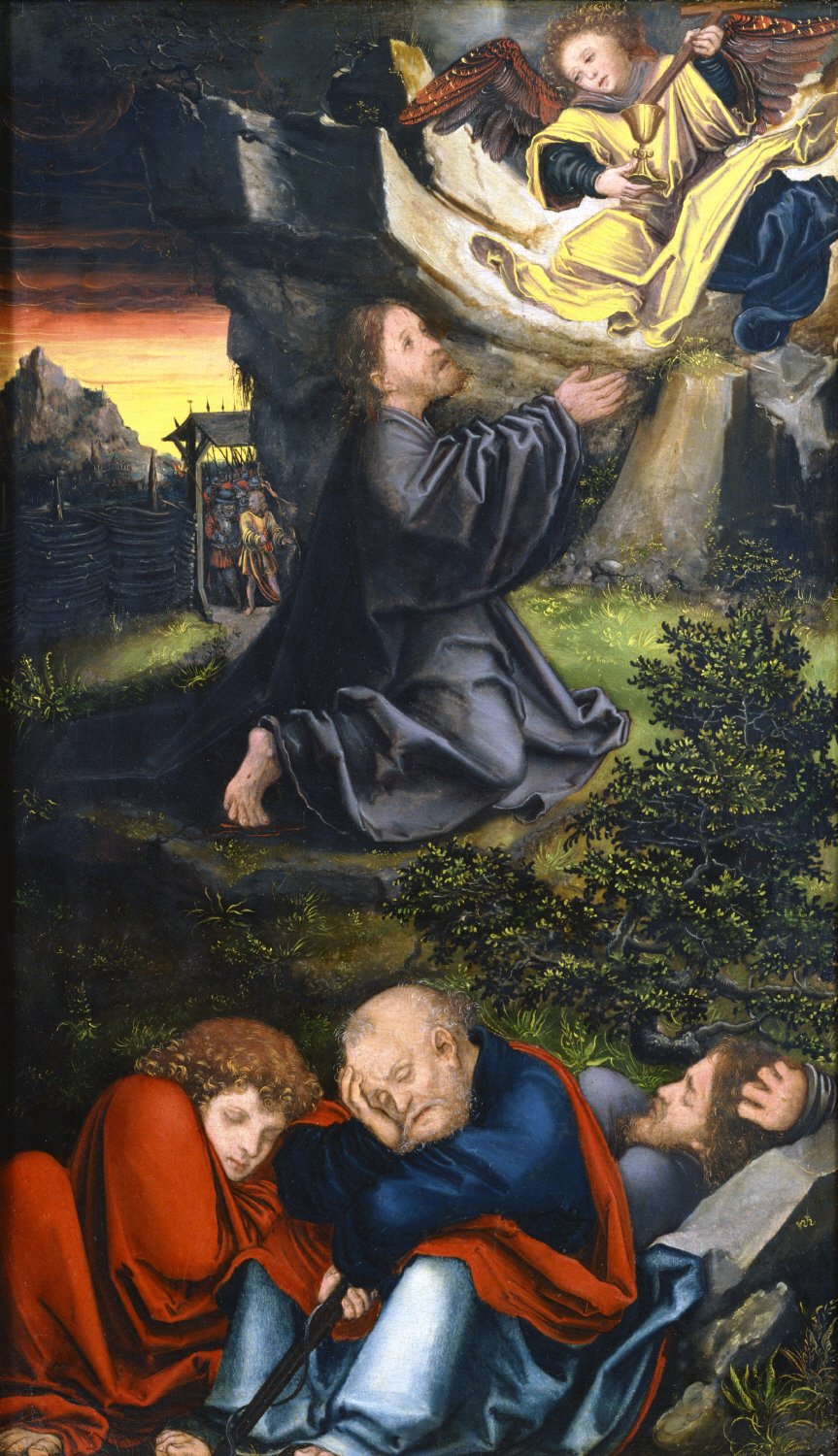
Lucas Cranach the Elder
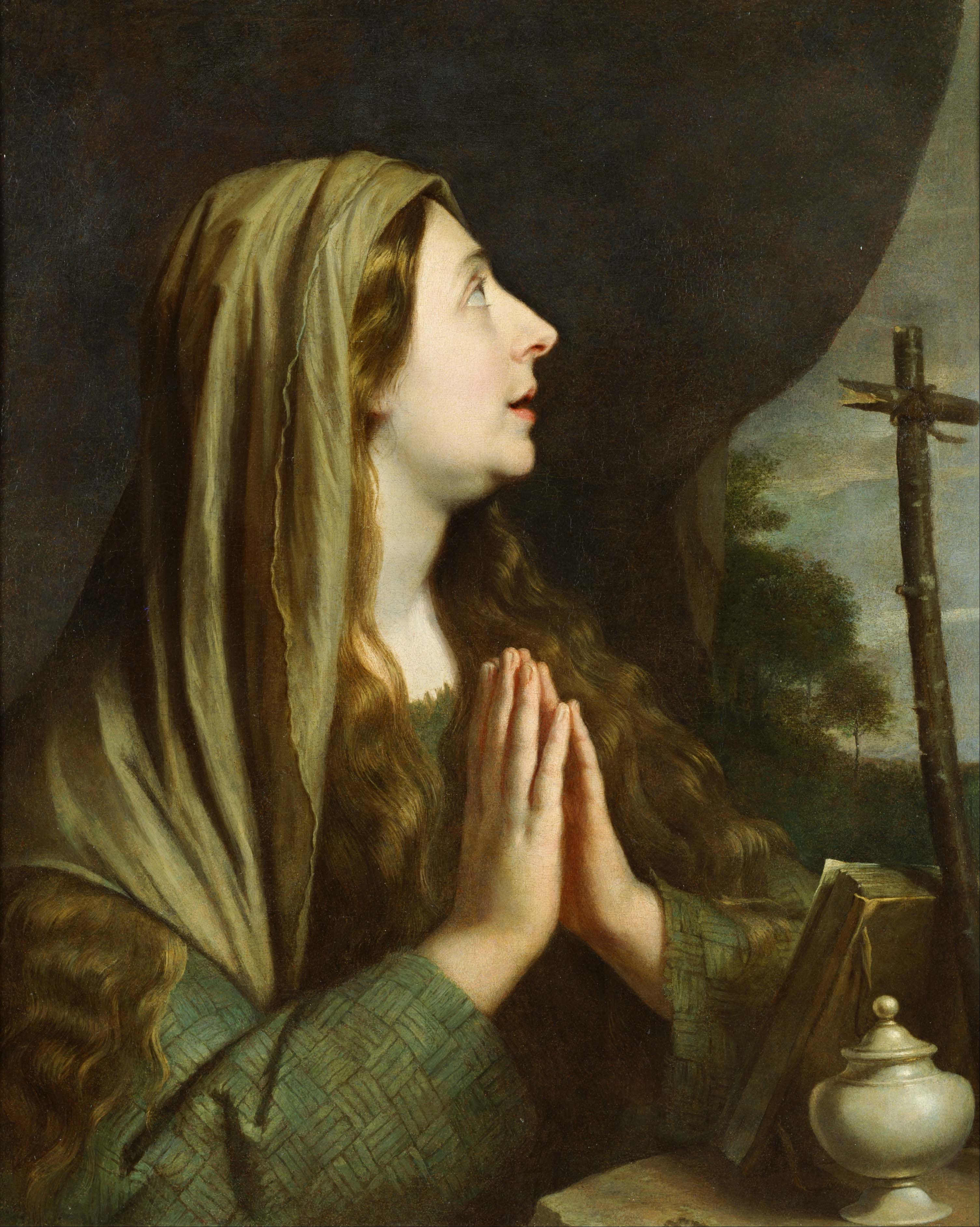
Philippe de Champaigne
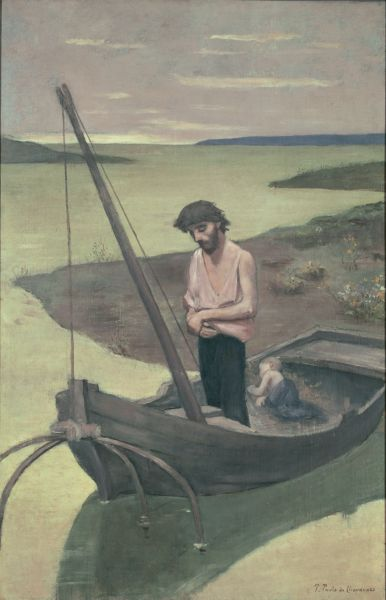
Pierre Puvis de Chavannes
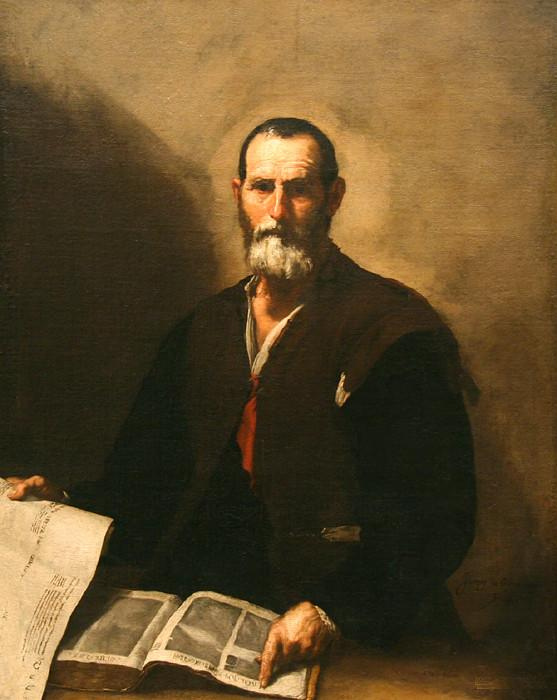
Jusepe de Ribera
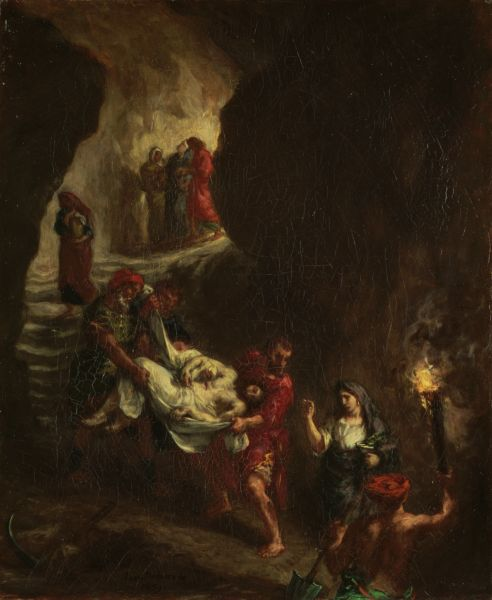
Eugène Delacroix
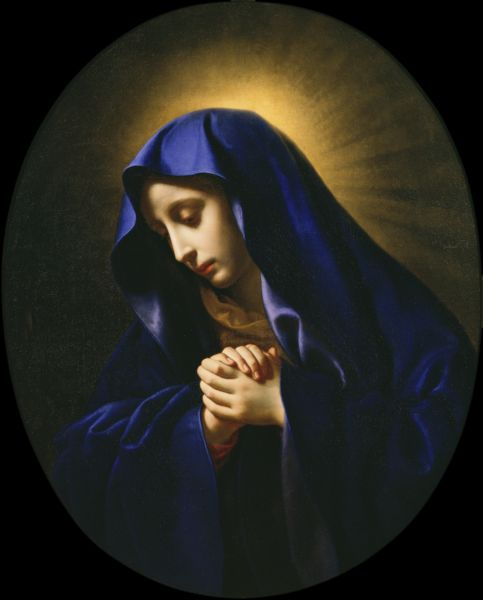
Carlo Dolci
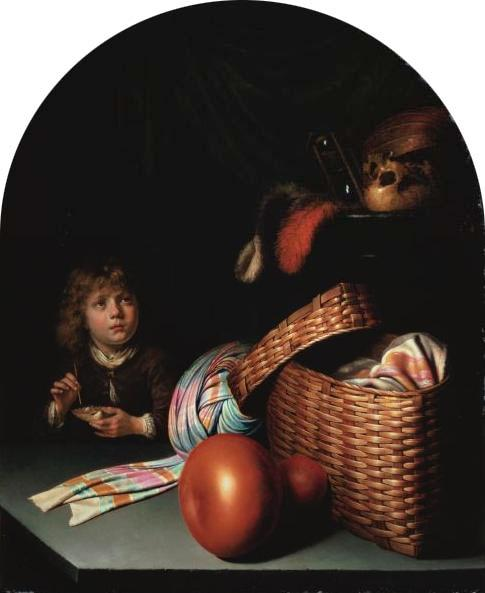
Gerard Dou
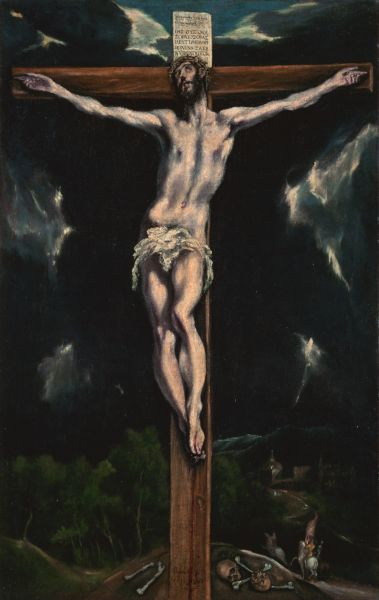
El Greco
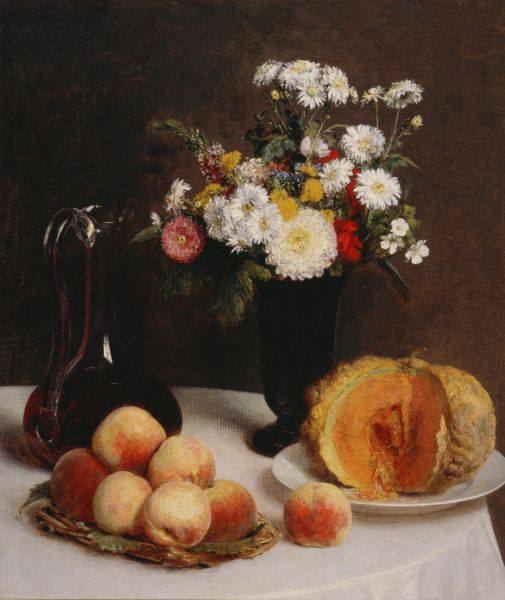
Henri Fantin-Latour
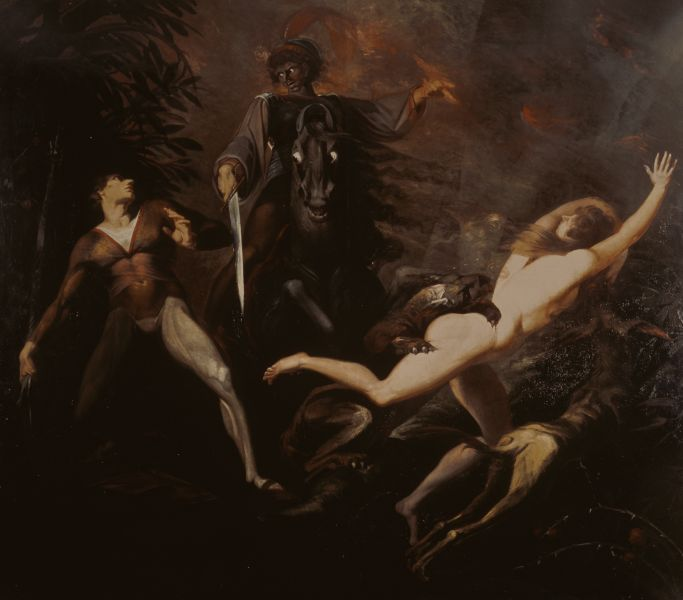
Henry Fuseli
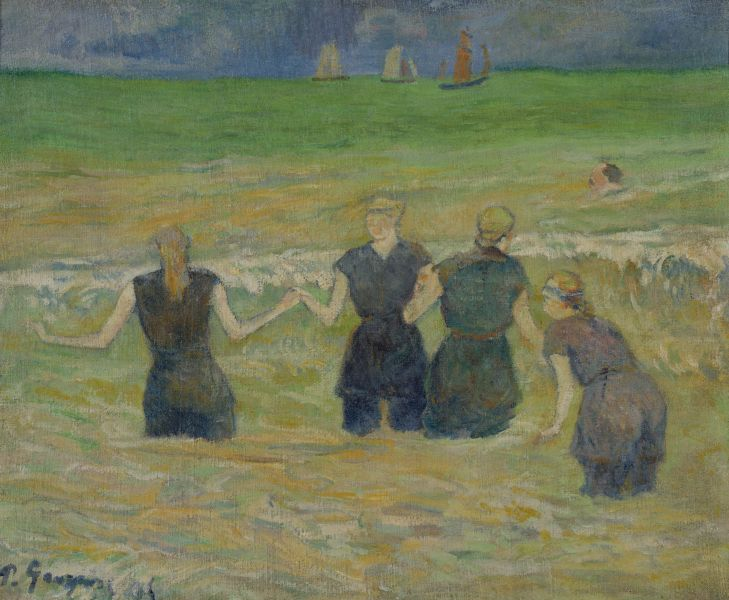
Paul Gauguin
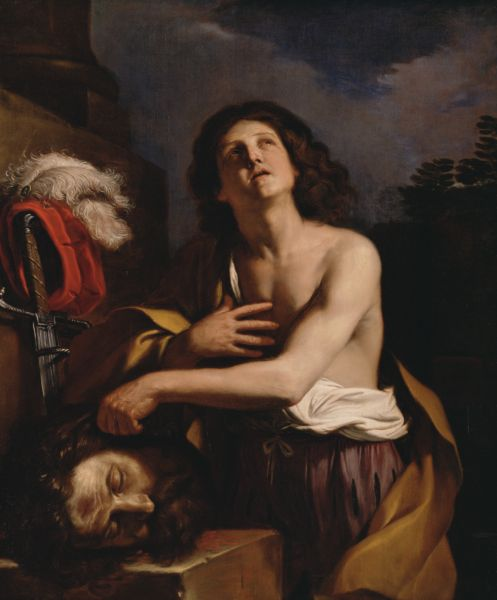
Guercino
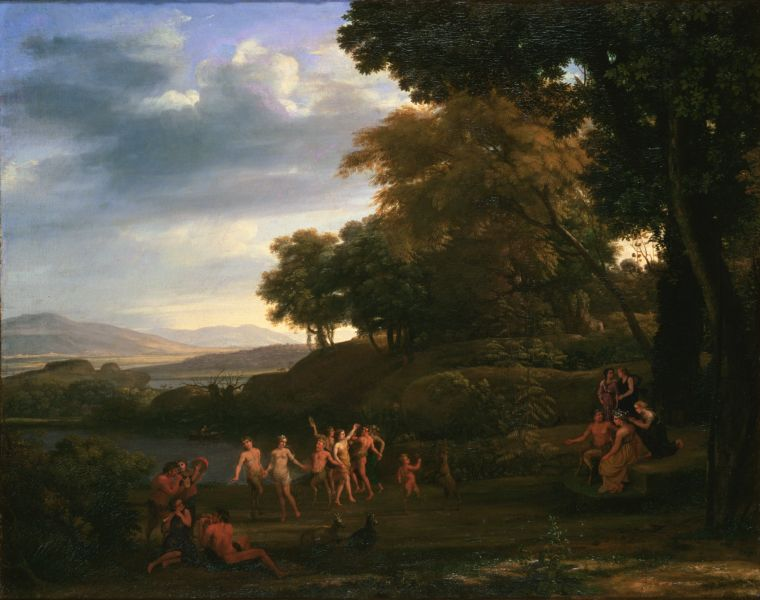
Claude Lorrain
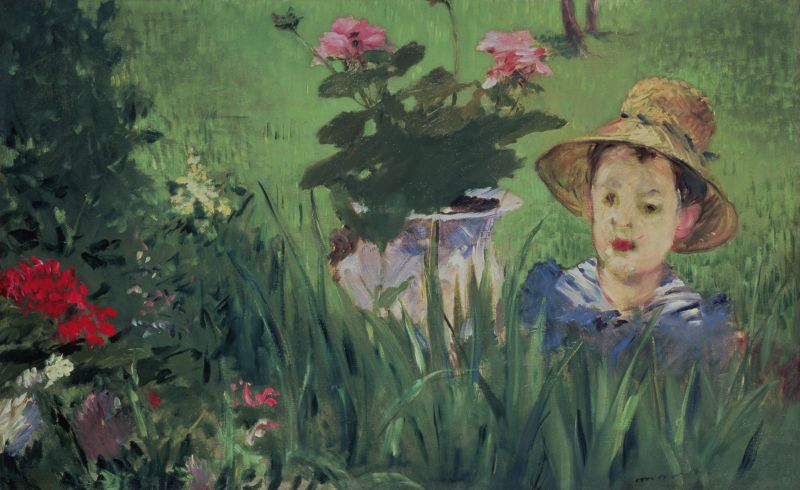
Édouard Manet
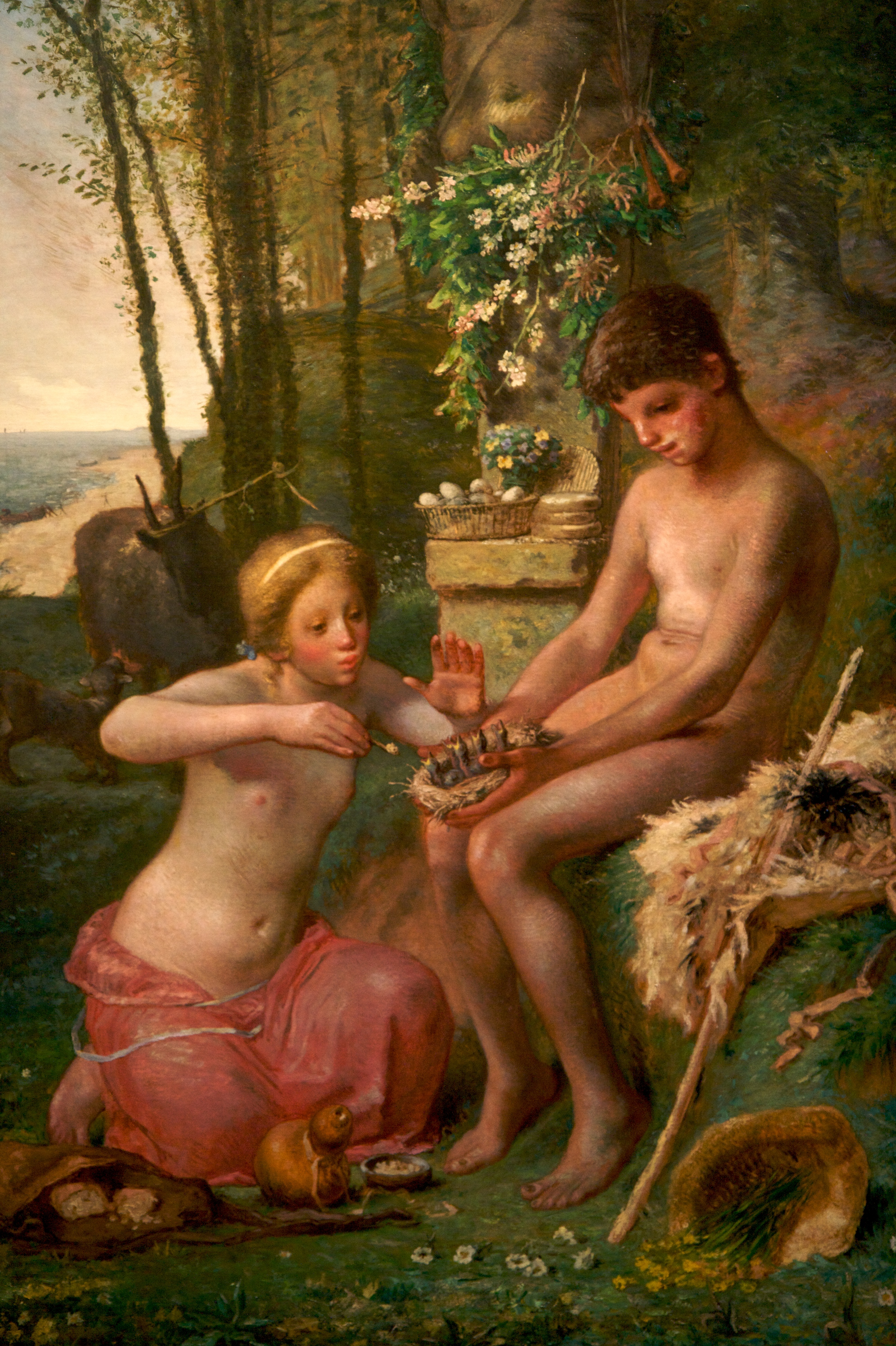
Jean-François Millet
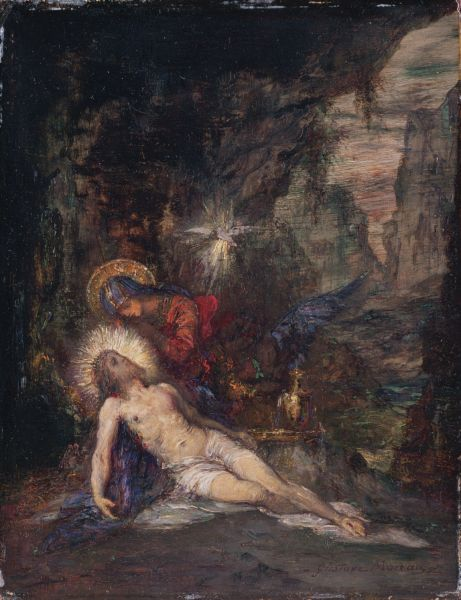
Gustave Moreau
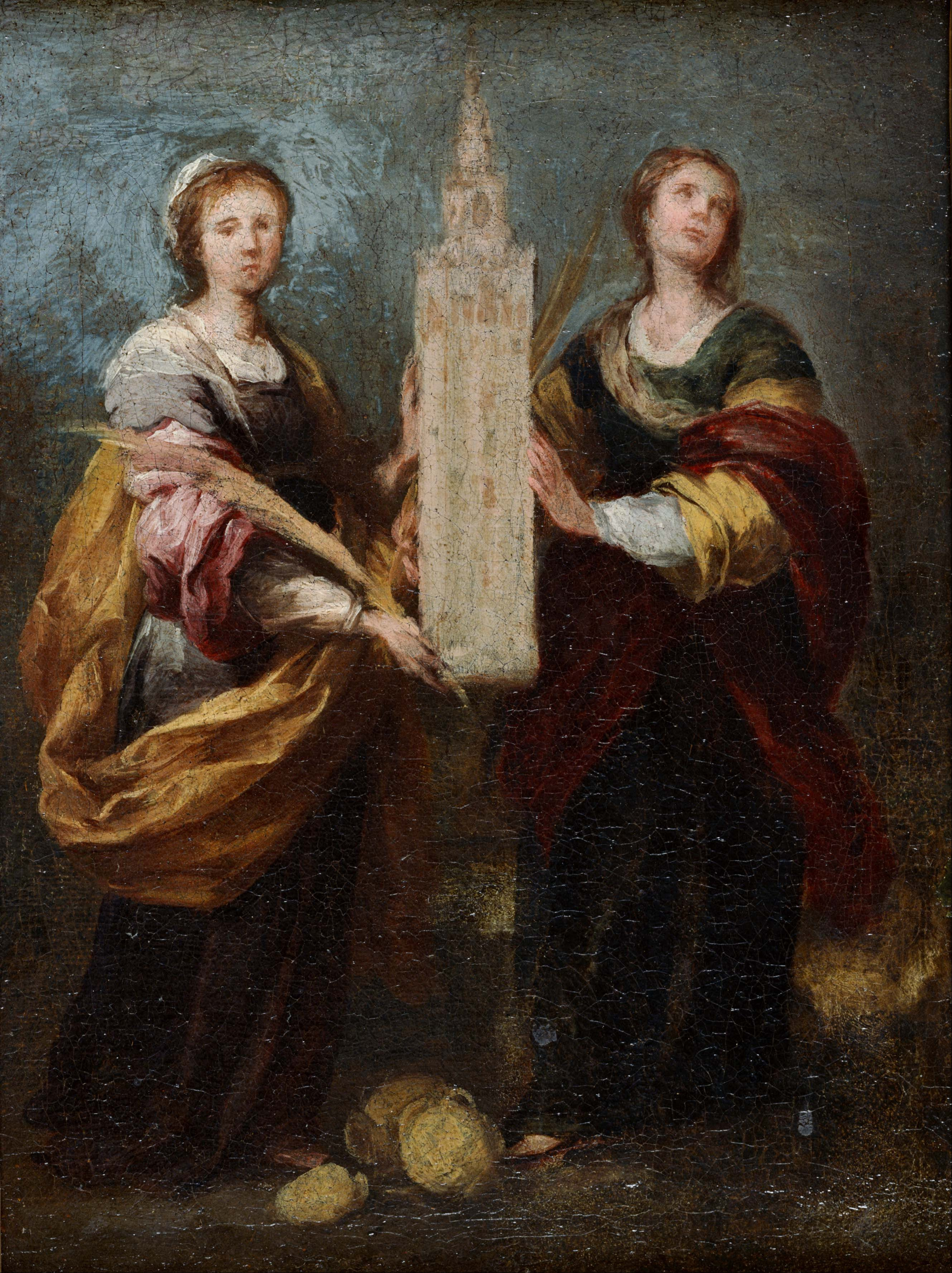
Bartolomé Esteban Murillo
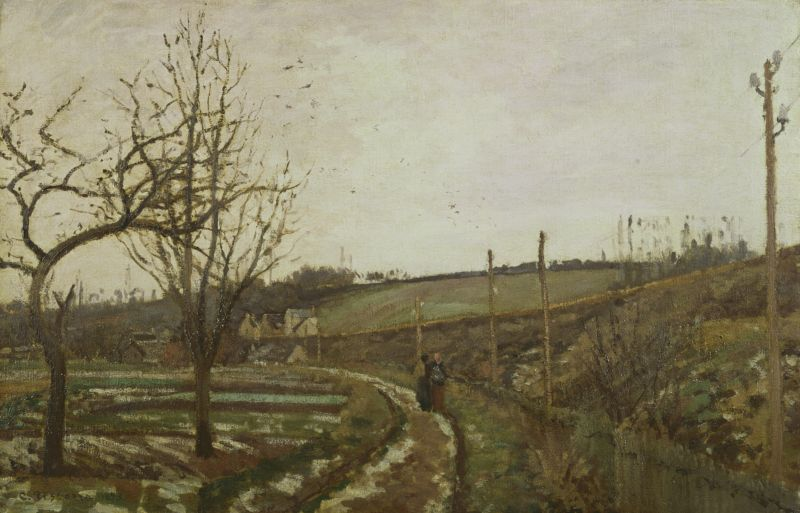
Camille Pissarro
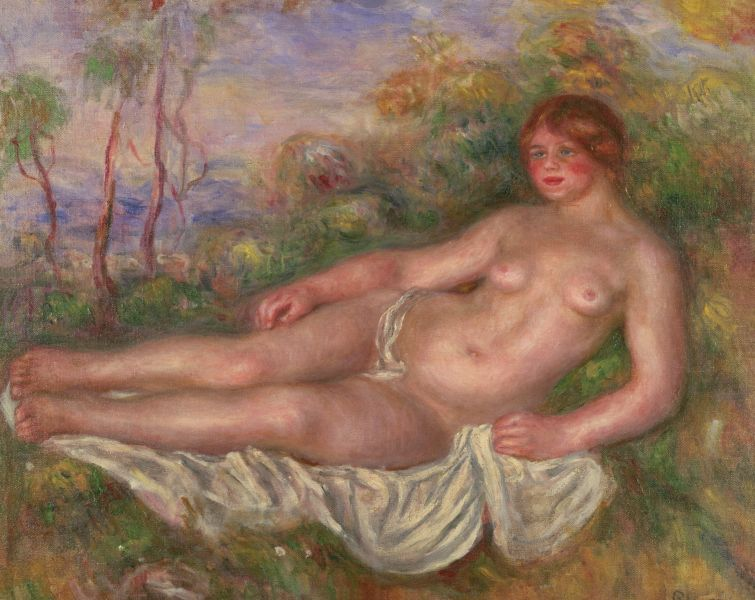
Pierre-Auguste Renoir
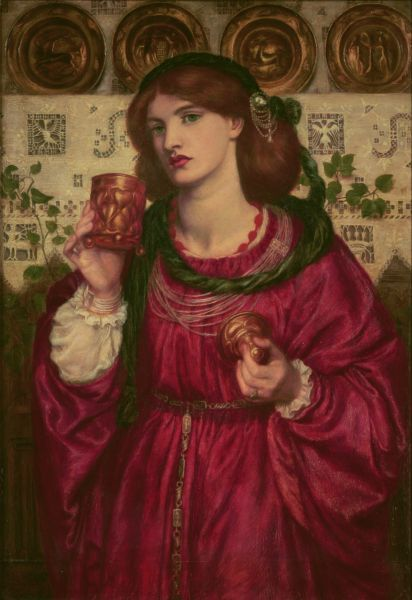
Dante Gabriel Rossetti
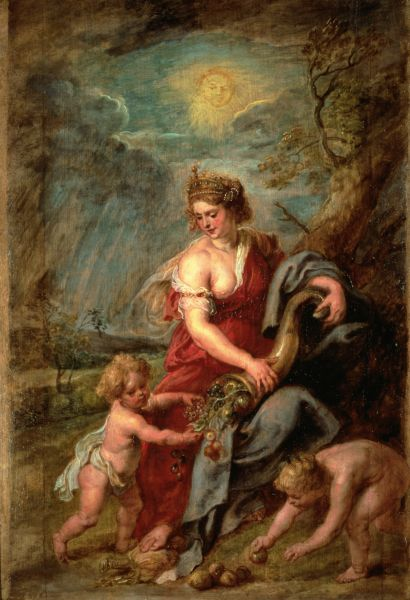
Peter Paul Rubens
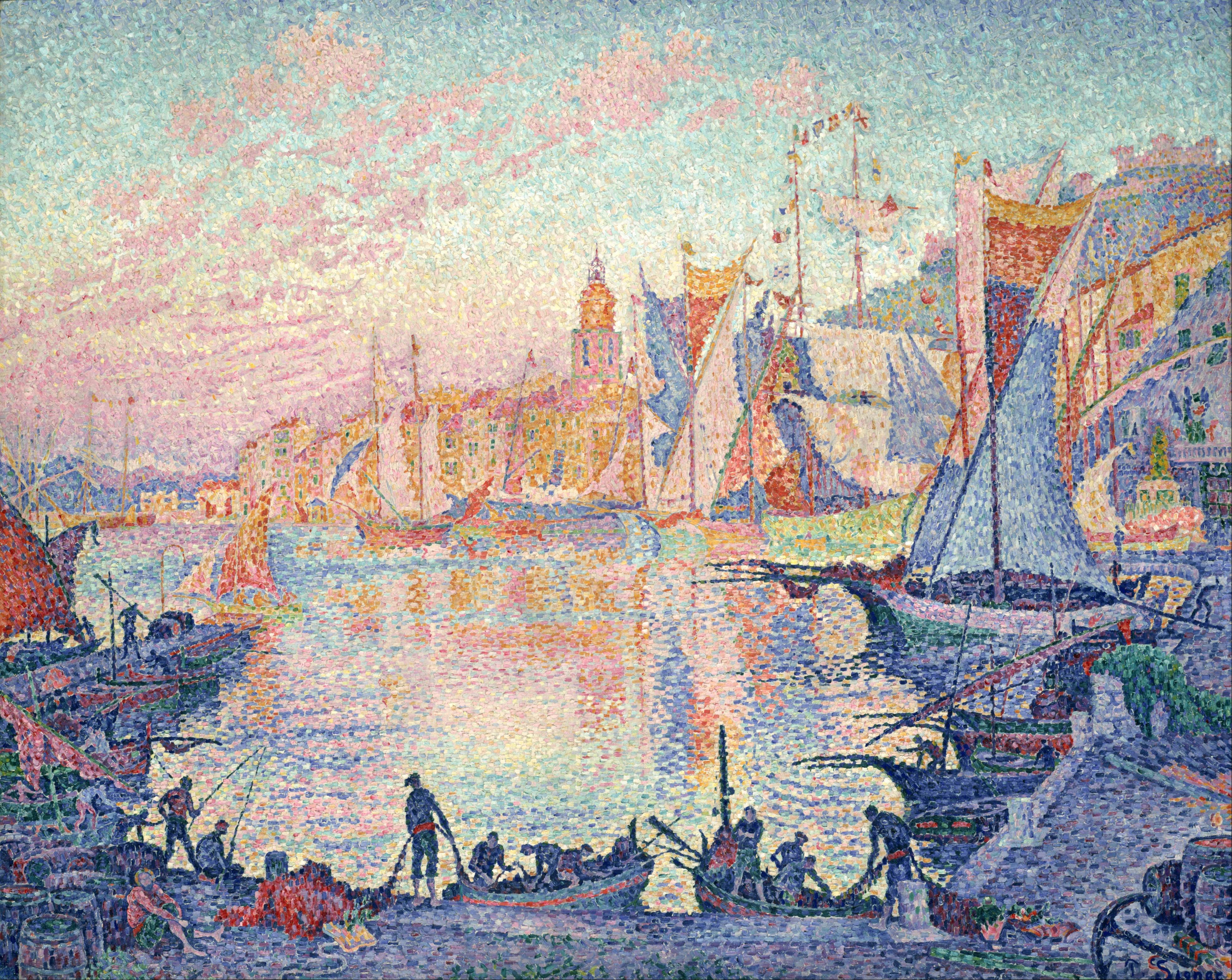
Paul Signac
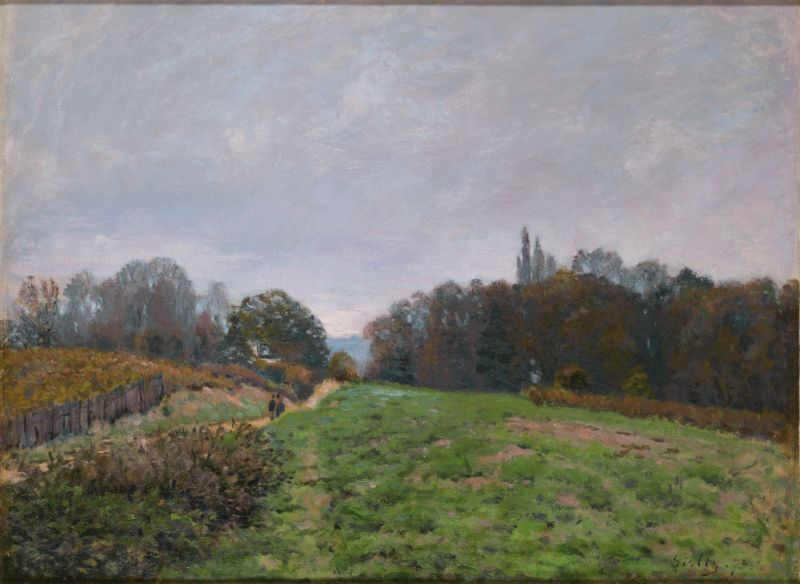
Alfred Sisley
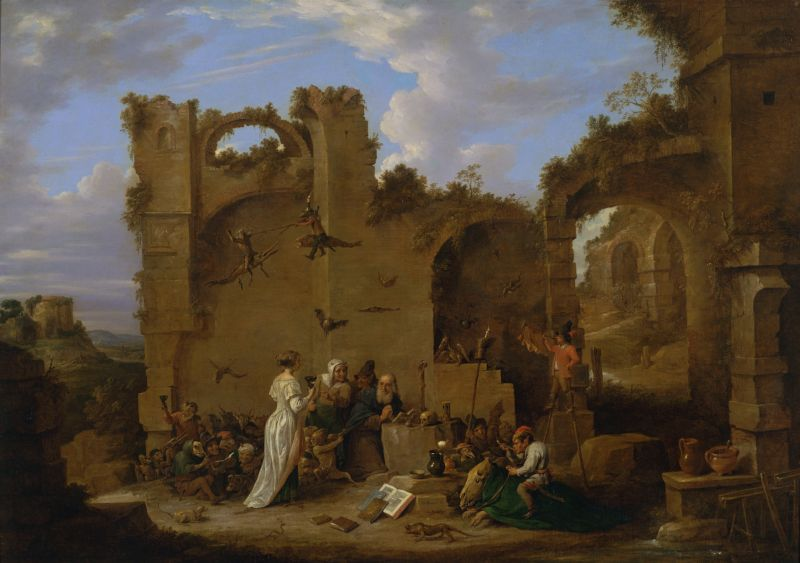
David Teniers the Younger
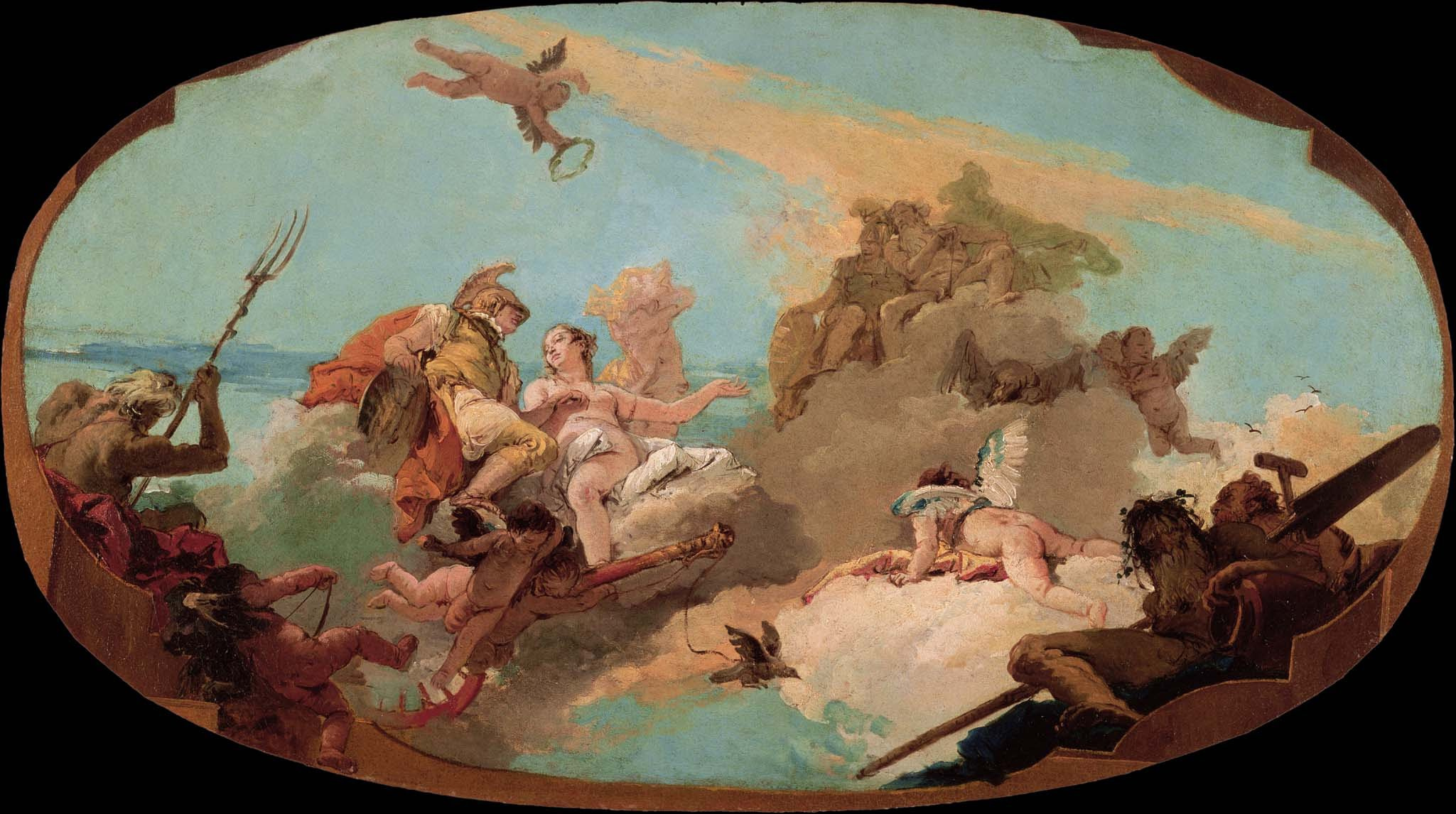
Giovanni Battista Tiepolo
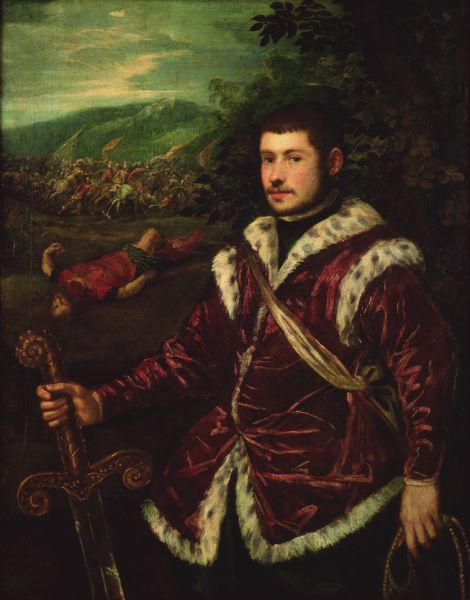
Tintoretto
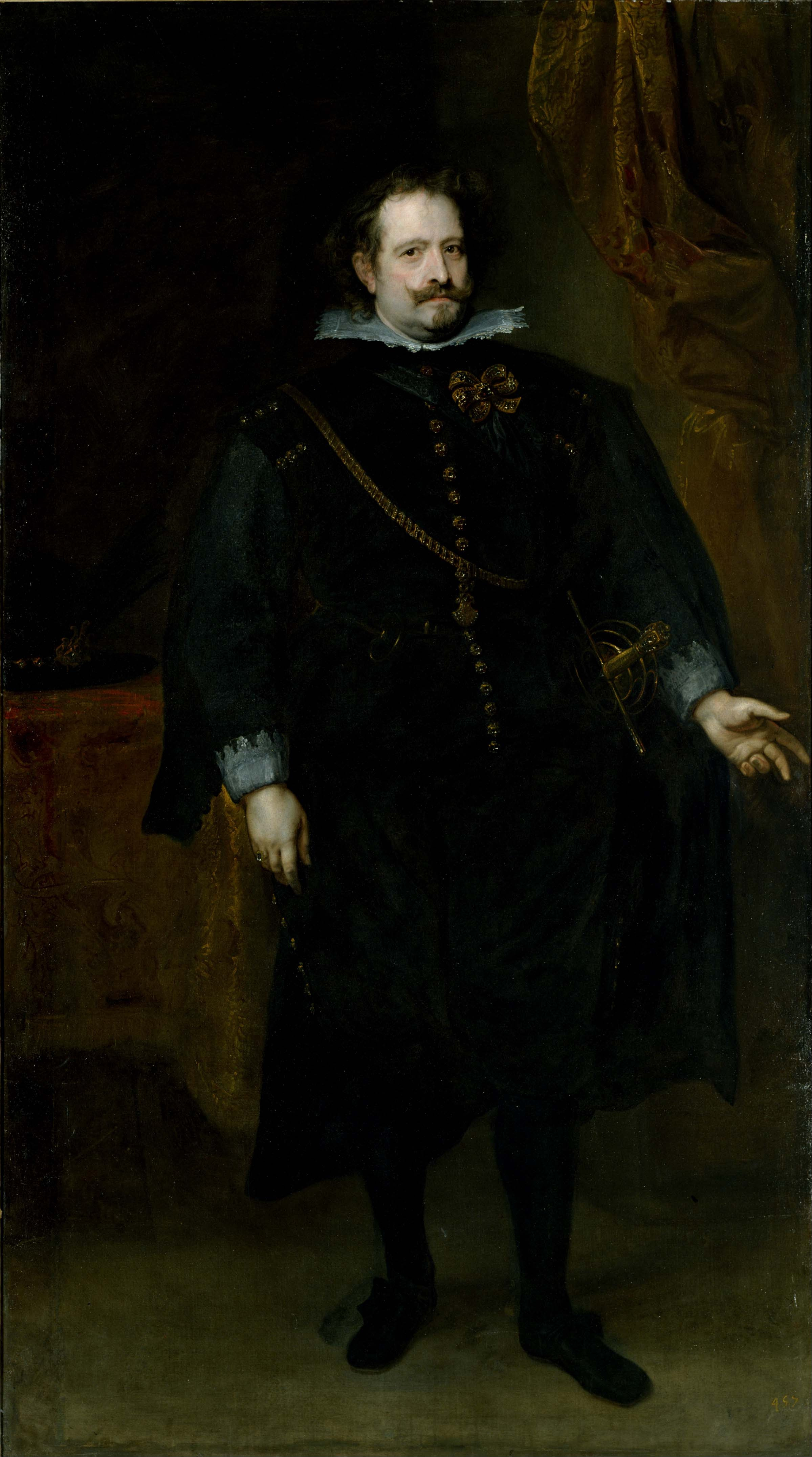
Anthony van Dyck
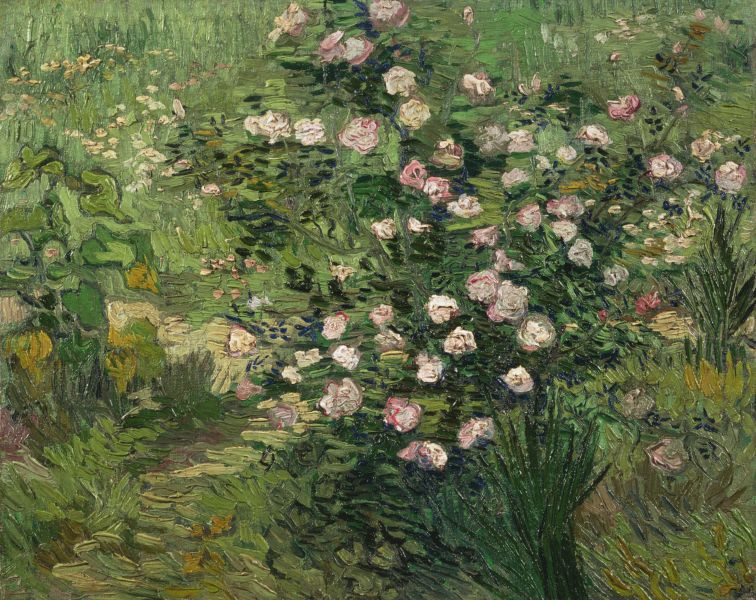
Vincent van Gogh
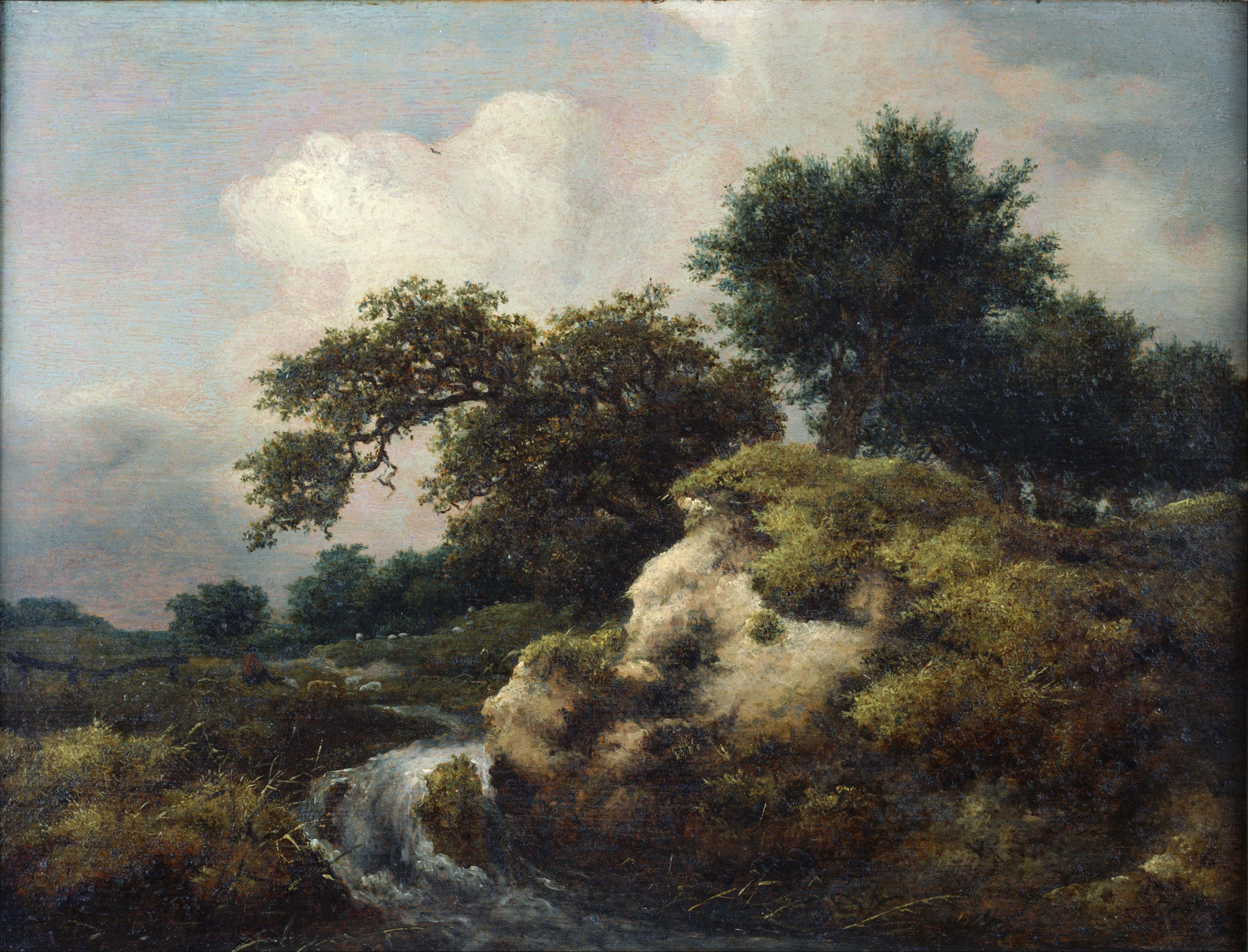
Jacob Isaakszoon van Ruisdael
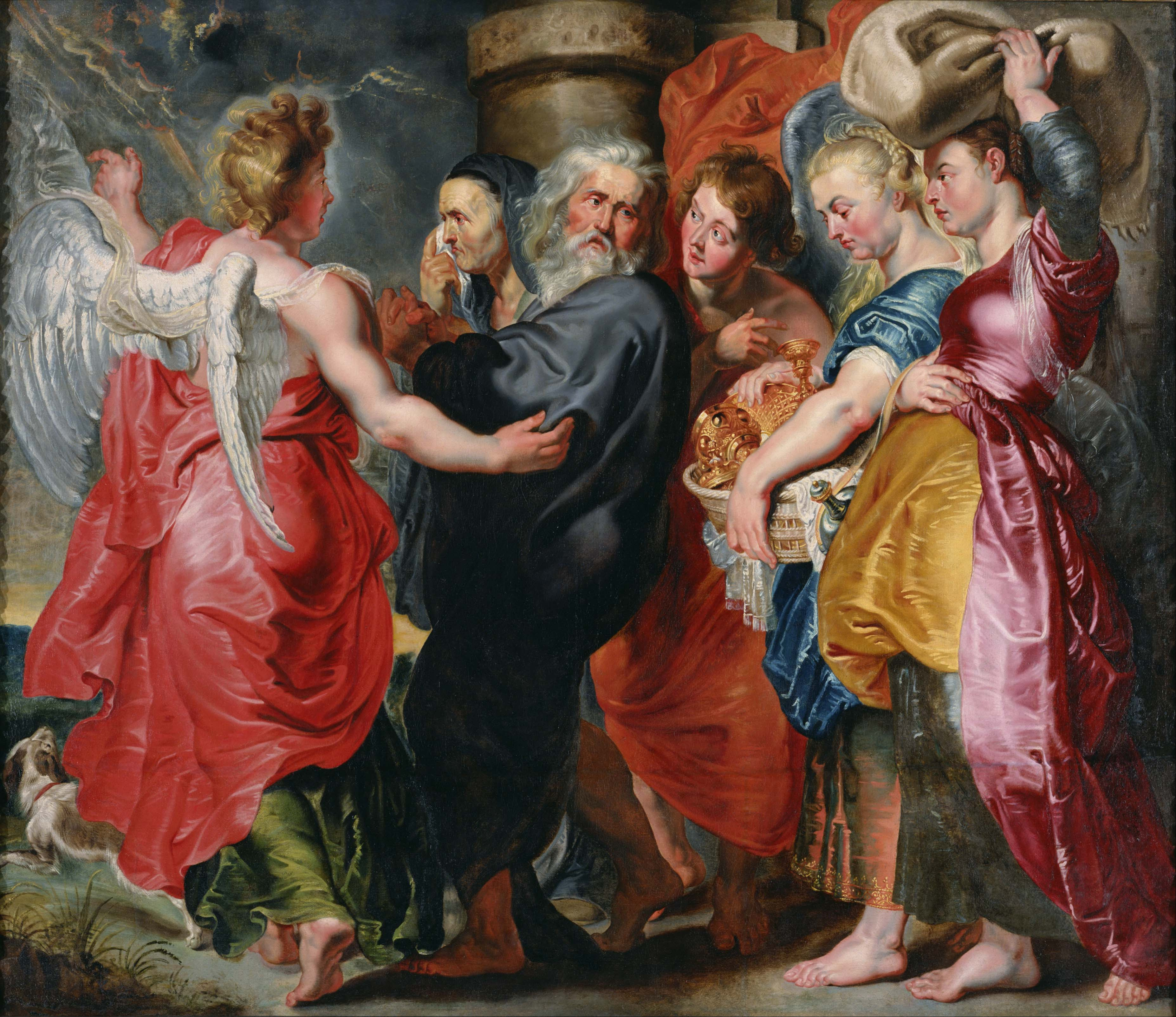
Jacob Jordaens
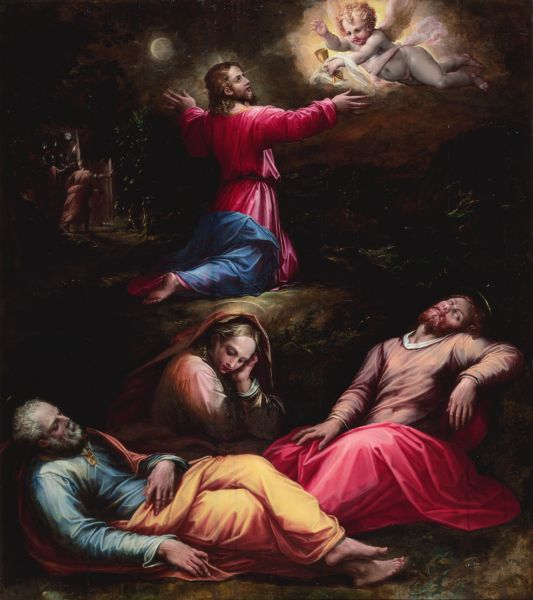
Giorgio Vasari
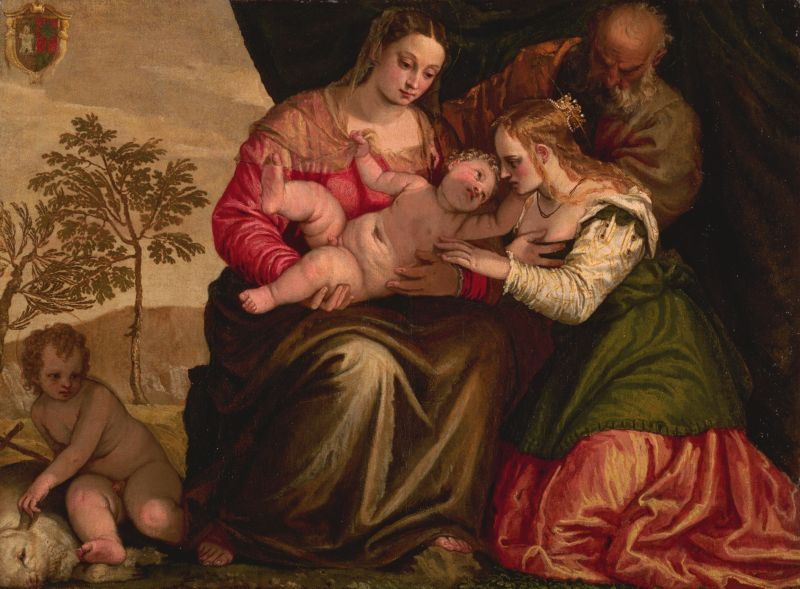
Paolo Veronese
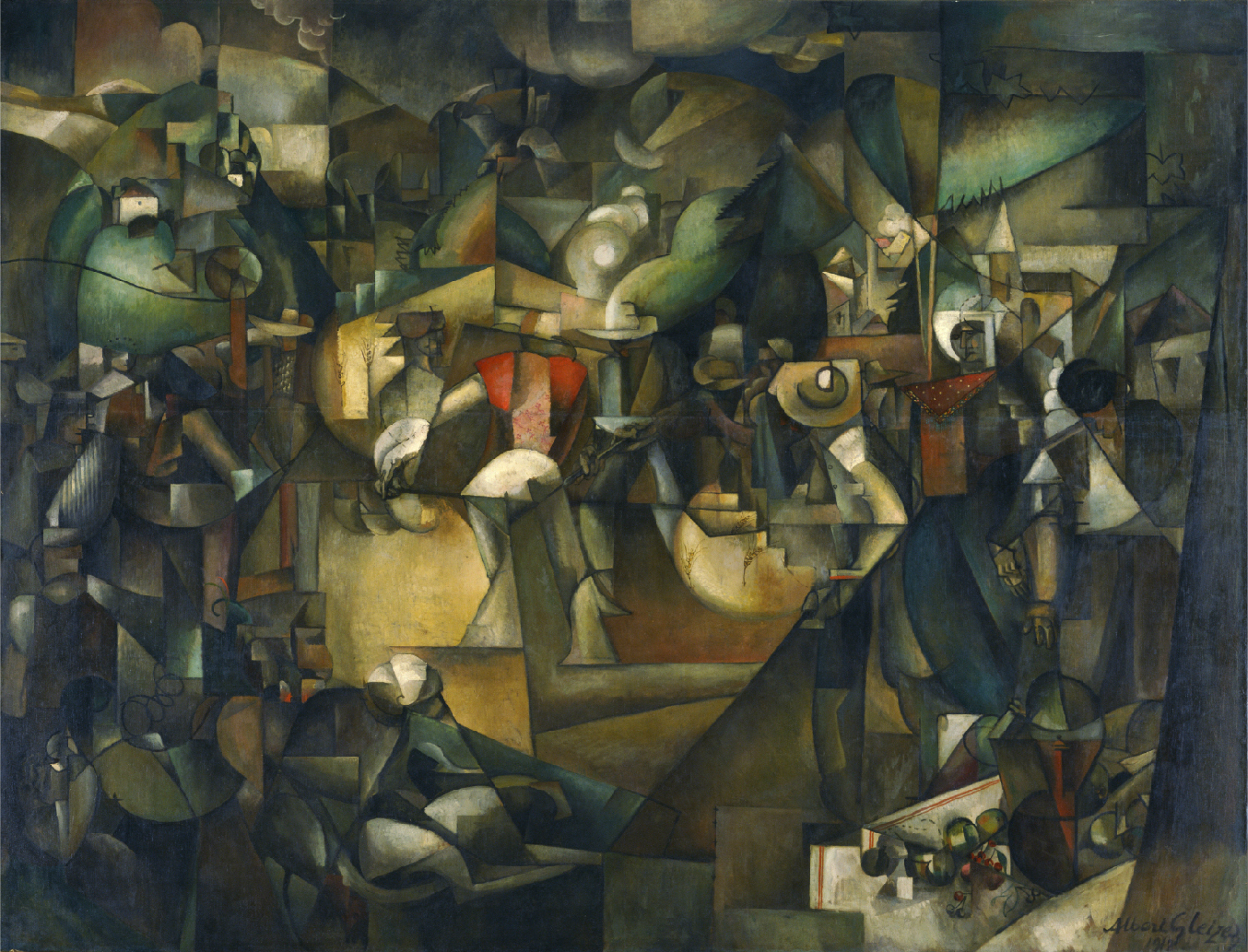
Albert Gleizes